# João Oliveira Pinto
João Oliveira Pinto (3. srpna 1971, Lisabon - 8. února 2024) byl portugalský fotbalista, záložník. V roce 1991 vyhrál s portugalskou reprezentací Mistrovství světa ve fotbale hráčů do 20 let.

## Fotbalová kariéra
Začínal v týmu Atlético Clube de Portugal.
Portugalskou ligu hrál za Vitórii Guimarães, GD Estoril Praia, Gil Vicente FC, SC Braga, SC Farense a CS Marítimo, nastoupil ve 156 ligových utkáních a dal 6 ligových gólů. Kariéru zakončil v nižších portugalských soutěžích v týmech Académica de Coimbra, Imortal DC, Amora FC a GD Sesimbra. V Poháru UEFA nastoupil ve 2 utkáních. 

## Ligová bilance
| Ročník                        | Zápasy | Góly | Klub              |
| ----------------------------- | ------ | ---- | ----------------- |
| 1. portugalská liga 1992/1993 | 13     | 0    | Vitória Guimarães |
| 1. portugalská liga 1993/1994 | 31     | 1    | GD Estoril Praia  |
| 1. portugalská liga 1994/1995 | 13     | 0    | Gil Vicente FC    |
| 1. portugalská liga 1995/1996 | 26     | 0    | Gil Vicente FC    |
| 1. portugalská liga 1996/1997 | 22     | 1    | SC Braga          |
| 1. portugalská liga 1997/1998 | 7      | 0    | SC Braga          |
| 1. portugalská liga 1998/1999 | 29     | 2    | SC Farense        |
| 1. portugalská liga 1999/2000 | 14     | 2    | CS Marítimo       |
| 1. portugalská liga 2000/2001 | 7      | 0    | CS Marítimo       |
| CELKEM 1. portugalská liga    | 156    | 6    |                   |